# ジョージ・グレイ (第2代准男爵)
ジョージ・グレイ卿(第2代准男爵)（英語: Sir George Grey, 2nd Baronet, GCB, PC、1799年5月11日 - 1882年9月9日）は、イギリスの政治家。
ヴィクトリア朝のホイッグ党（自由党）政権下で閣僚職を歴任した。

## 経歴
1799年5月11日、初代准男爵サー・ジョージ・グレイとその妻メアリー（旧姓ホイットブレッド）の長男としてイベリア半島の英領ジブラルタルに生まれる。父ジョージは初代グレイ伯爵チャールズ・グレイの三男であり、首相を務めた第2代グレイ伯爵チャールズ・グレイの弟にあたる。
オックスフォード大学オリオル・カレッジを卒業。1826年にリンカーン法曹院で学び、法廷弁護士となる。
1828年10月3日に父の死により第2代准男爵位を継承した。1832年12月、デヴォンポート選挙区から選出されてホイッグ党（後の自由党）の庶民院議員を務めた。
1834年7月から11月にかけて第一次メルバーン子爵内閣で陸軍・植民地副大臣を務めた。1835年4月に第二次メルバーン子爵内閣が成立すると再び陸軍・植民地副大臣となったが、1839年2月には法務総監に転じ、さらに1841年6月からはランカスター公領大臣を務めた。
1846年7月に成立した第一次ジョン・ラッセル卿内閣には内務大臣として入閣。1847年にはアイルランド犯罪及び暴力法、1848年には国事犯罪法を制定し、アイルランドの反政府運動取り締まりを強化した。また1848年にチャーティズム運動が高まると、軍隊を派遣したり、集会を禁止するなどしてその取り締まりにあたった。
1847年8月からは北ノーザンバーランド選挙区から選出されていたが、1852年7月の総選挙で落選。1853年1月にはモーペス選挙区から再び議席を得た。
1854年6月にはアバディーン伯爵内閣に植民地大臣として入閣。1855年2月に第一次パーマストン子爵内閣が成立すると内務大臣に転任する。
1859年に第二次パーマストン子爵内閣が成立するとまずランカスター公領担当大臣として入閣し、ついで1861年から再び内務大臣を務め、1866年まで務めた。
1868年に成立した第一次グラッドストン内閣への入閣は拒否し、1874年の総選挙の際に庶民院議員を引退した。
1882年9月9日にノーサンバーランドのファラドンの自宅で死去。

## 栄典

### 準男爵位
1828年10月3日の祖父ジョージ・グレイの死去に以下の準男爵位を継承した。
- （ファラドンの）第2代準男爵 (2nd Baronet "of Fallodon")
(1814年7月29日の勅許状による連合王国準男爵位)

### 勲章
- 枢密顧問官（PC）[7]
- バス勲章ナイト・グランド・クロス（GCB）[7]

## 家族
1827年にアン・ソフィア・ライダーと結婚し、彼女との間に一人息子ジョージ・ヘンリー・グレイを儲けた。しかしジョージ・ヘンリーには先立たれ、その息子であるエドワードが准男爵位を継承した。エドワードは長期間にわたって外相を務め、ファラドンの初代グレイ子爵に叙される。